# NGC 2119
NGC 2119 ist eine elliptische Galaxie vom Hubble-Typ E2 im Sternbild Orion am Himmelsäquator. Sie ist schätzungsweise 157 Millionen Lichtjahre von der Milchstraße entfernt und hat einen Durchmesser von etwa 55.000 Lichtjahren.
Das Objekt wurde am 9. Januar 1880 von Edouard Stephan entdeckt.